# رود ولگا
وُلگا (به روسی: Волга) (برخی آن را همان رودی می‌دانند که در متون قدیمی پارسی از آن با عنوان آتِل یاد شده است) رودی در غرب روسیه است که با ۳٬۶۹۲ کیلومتر درازا، طولانی‌ترین رود روسیه و هفدهمین رود بلند جهان حساب می‌شود. همچنین این رود پرآب‌ترین رود اروپا است. رود ولگا پس از طی مسیر طولانی خود، به دریای خزر می‌ریزد. همچنین دریای خزر از طریق این رودخانه، توسط کانال ولگا–دن به آب‌های آزاد متصل می‌شود. برخی از بزرگ‌ترین ذخایر آبی جهان در کنار این رود قرار دارند و از منابع آب آن تغذیه می‌کنند. در کشور روسیه رود ولگا یکی از نمادهای ملّی کشور به‌شمار می‌رود و حوزه‌های آبگیر این رود، محل قرارگیری یازده شهر دیگر این کشور است.

## نام‌شناسی
نام روسی این رود یعنی ولگا (Волга) از ریشه نیا-اسلاوی *vòlga گرفته شده که به معنای رطوبت است. این نام اسلاوی یک گرته‌برداری از نامی است که سکاهای ایرانی‌زبان به این رود داده بودند یعنی «را». نام «را» (Rā) نیز در زبان سکایی به معنای رطوبت و هم‌ریشه با واژه اوستایی «رنها» Raŋhā (به معنای رود افسانه‌ای) است. واژه سغدی رک (r’k) و واژه فارسی رگ (آبراه خون) نیز با این واژه هم‌ریشه می‌باشند.
اقوام ترک‌تباری که در امتداد ولگا ساکن شدند در قدیم به آن ایتیل یا آتیل می‌گفتند که به معنای «رود بزرگ» است. در زبان‌های ترکی‌تبار امروزه نیز به آن با ایدیل و اِدل و نام‌های مشابه اشاره می‌شود. نام دیگر ترکی برای ولگا «ساری‌سو» (آب زرد) است. مردم قوم ماری، از اقوام اورالی به ولگا «یول» می‌گویند که در زبان تاتاری به معنای راه است.

## توضیحات
ولگا طولانی ترین رودخانه اروپا است و حوضه آبریز آن تقریباً به طور کامل در داخل روسیه است، اگرچه طولانی ترین رودخانه روسیه سیستم رودخانه اوب - ایرتیش است . این رودخانه متعلق به حوضه بسته دریای خزر است و طولانی ترین رودخانه ای است که به یک حوضه بسته می ریزد. منبع ولگا در روستای Volgoverkhov'e در استان تور نهفته است . ولگا که در تپه های والدای در ارتفاع 225 متری (738 فوت) از سطح دریا در شمال غربی مسکو و در حدود 320 کیلومتری (200 مایلی) جنوب شرقی سن پترزبورگ برآمده است، به سمت شرق از کنار دریاچه استرژ ، ترور ، دوبنا ، ریبینسک ، یاروسلاول ، نیژنی نووگورود ، عبور می کند . از آنجا به جنوب می‌پیچد، از کنار اولیانوفسک ، تولیاتی ، سامارا ، ساراتوف و ولگوگراد می‌گذرد و به دریای خزر در زیر آستاراخان در ارتفاع ۲۸ متری (۹۲ فوت) زیر سطح دریا می‌ریزد 